# Carmelo Miceli
Carmelo Miceli (Cosenza, 20 agosto 1958) è un allenatore di calcio ed ex calciatore italiano, di ruolo difensore.
Con 290 presenze tra A e B è il terzo  giocatore con numero di presenze tra le file del Lecce.

## Carriera

### Giocatore
Miceli, cresce calcisticamente nel Rende prima e nel Lecce poi. Con i salentini esordisce in Serie B nella stagione 1977-1978, rimanendoci 11 stagioni e ottenendo nel 1985 la prima, storica promozione dei giallorossi in Serie A.
Nel 1987 lascia Lecce e va all'Ascoli, sempre in massima serie, poi disputa due stagioni col Catanzaro in cadetteria, prima di chiudere la carriera professionistica col Nola.
In carriera ha totalizzato complessivamente 42 presenze 2 reti in Serie A, e 335 presenze 10 reti in Serie B.

### Allenatore
Appese le scarpe al chiodo, ha iniziato la carriera da allenatore guidando la formazione Juniores del Cosenza, Messina, venendo esonerato nel corso della stagione, Ragusa, Corigliano, Rossano, Rende, Casarano, Pisticci, Turris, la Palmese di Palmi, la squadra belga dell'Union Saint-Gilloise, Sogliano Cavour, Montalto e Roggiano.